# Rhyacophila vicina
Rhyacophila vicina är en nattsländeart som beskrevs av Lazar Botosaneanu 1970. Rhyacophila vicina ingår i släktet Rhyacophila och familjen rovnattsländor. Inga underarter finns listade i Catalogue of Life.